# Joseph L. Goldstein
Joseph Leonard Goldstein (n. 18 aprilie 1940, Kingstree⁠(d), Carolina de Sud, SUA) este un genetician american. În 1985 a primit premiul Albert Lasker Award for Basic Medical Research pentru realizările sale în domeniul de cercetare a medicinei, iar împreună cu geneticianul Michael Stuart Brown premiul Nobel în medicină pentru meritele sale în studiul de reglare a colesterolului în organism. Goldstein a studiat chimie la universitatea Washington and Lee University din Lexington, Virginia și medicina la University of Texas System din Texas. După promovare în 1966 a început activarea de cercetare la institutul Southwestern Medical Center, unde în prezent este profesor.